# Henry Mancini
Henry Nicola Mancini, ursprungligen Enrico Nicola Mancini, född 16 april 1924 i Cleveland, Ohio, död 14 juni 1994 i Beverly Hills, Kalifornien, var en amerikansk kompositör, pianist och dirigent. Mancini tilldelades 20 Grammys och fyra Oscars; hans skivor har sålts i många miljoner exemplar.
Innan sitt genombrott som kompositör med musik till TV-serien om Peter Gunn och filmen En djävulsk fälla i slutet av 1950-talet var Mancini pianist och arrangör för Glenn Millers orkester.
Mancini är särskild känd för sin musik till filmer av Blake Edwards, till exempel Frukost på Tiffany's, Victor/Victoria och Rosa Pantern-filmerna, vars huvudtema är ett av filmhistoriens mest kända.

## Filmmusik i urval
Henry Mancini är främst känd för att ha skrivit filmmusik som exempelvis följande:
- 1953 – Moonlight serenade
- 1954 – Skräcken i Svarta lagunen
- 1958 – En djävulsk fälla
- 1959 – Operation kjoltyg
- 1961 – Frukost på Tiffany's liksom sången "Moon River".
- 1962 – Dagen efter rosorna
- "Baby Elephant Walk" från filmen Hatari! (1962)
- 1962 – Herr Hobbs tar semester
- 1963 – Den Rosa pantern
- 1963 – Charade
- 1964 – En flicka på kroken
- 1964 – En man för Eva
- 1964 – Skott i mörkret
- 1967 – Mitt namn är Peter Gunn
- 1968 – Oh, vilket party!
- 1974 – That's Entertainment!
- 1975 – Den Rosa Pantern kommer tillbaka
- 1975 – Tid för hjältar
- 1976 – Chicago-expressen
- 1976 – Rosa Pantern slår igen
- 1979 – Blåst på konfekten
- 1982 – Jakten på Rosa pantern
- 1982 – Victor/Victoria
- 1985 – Jultomten
- 1986 – Mästerdetektiven Basil Mus
- 1989 – Ombytta roller på Baker Street
- 1992 – Tom & Jerry gör stan osäker
- 1993 – Rosa Panterns son

## TV-serier i urval
- Peter Gunn (1959)[9]
- Törnfåglarna (1983)[9]